# Ungvári Hungarológiai Központ
Az Ungvári Hungarológiai Központ magyarságtudományi kutatások – a magyar nyelv, irodalom, történelem, néprajz és kultúra kutatásának – támogatására és koordinálására létrehozott kárpátaljai tudományos kutatóintézet, mely Ungváron működik. Az intézmény az Ungvári Állami Egyetem (ma: Ungvári Nemzeti Egyetem) Magyar Filológiai Tanszéke oktatóinak kezdeményezésére 1988. január 14-én jött létre Lizanec Péter (Petro Mikolajovics Lizanec) nyelvész, egyetemi tanár vezetésével.
A központ kezdetben 15 főállású dolgozóval működött. 1995 után finanszírozási nehézségek miatt a munkatársak száma csökkent, 1999-ben már mindössze két félállású tudományos munkatárs és két műszaki munkatárs dolgozott az intézetben.
1993 áprilisában a Kárpátaljai Magyar Tudományos Társaságot (KMTT), 1998-ban a Kárpátaljai Magyar Diákok és Fiatal Kutatók Szövetségét alapították meg a központ tagjai.
Az intézet folyóirata az Acta Hungarica.

## Külső hivatkozások
- A Hungarológiai Központ szabályzata[halott link]
- Az intézmény létrejöttének körülményei[halott link]
- Acta Hungarica, REAL-J